# Oskar Cher
Oskar Cher (ur. 2 września 1913 w Rewlu (obecnie Tallinn), zm. 2 czerwca 1942 w Tallinnie) – estoński działacz komunistyczny.

## Życiorys
Do 1928 uczył się w seminarium nauczycielskim, z którego został wykluczony, działał w związku zawodowym robotników budowlanych i transportowych i towarzystwie pracowników kulturalno-oświatowych, był również członkiem kolegium redakcyjnego gazety w Tallinie, od grudnia 1932 do maja 1933 sekretarzem komitetu bezrobotnych w Tartu. W 1933 wstąpił do Komunistycznej Partii Estonii, w maju 1933 został aresztowany, w 1935 zwolniony, działał w Tallinie i Haapsalu, ponownie aresztowany i w 1936 wypuszczony. Od 1936 służył w estońskiej armii, później do 1940 pracował jako laborant w studiu fotograficznym w Haapsalu, od czerwca do września 1940 był partyjnym organizatorem KC KPE w Läänemaa, a od września 1940 do lutego 1940 I sekretarzem Komitetu Powiatowego Komunistycznej Partii (bolszewików) Estonii w tej prowincji. W lutym 1941 został I sekretarzem KC Komsomołu Estonii i jednocześnie 8 lutego 1941 członkiem KC KP(b)E i zastępcą członka Biura KC KP(b)E. We wrześniu 1941 został aresztowany przez okupacyjne władze niemieckie, następnie rozstrzelany.